# Bremer Hafenkonzert
Das Hafenkonzert war eine Radiosendung von Radio Bremen. Sie wurde in den letzten Jahren ihres Bestehens noch viermal im Jahr am Sonntagmorgen live auf Bremen Eins übertragen. Nach 66 Jahren und über 1400 Sendungen stellte Radio Bremen seine älteste Hörfunksendung im Herbst 2013 ein.
Das Bremer Hafenkonzert stand in der Tradition des heute noch vom Norddeutschen Rundfunk gesendeten Hamburger Hafenkonzerts. 1929 sendete die Nordische Rundfunk AG (Norag) erstmals das Hafenkonzert aus dem Hamburger Hafen. 1931 wurde das erste vom Bremer Nebensender der Norag veranstaltete Hafenkonzert ausgestrahlt.

## Geschichte
Das erste Hafenkonzert von Radio Bremen wurde am 25. Mai (Pfingsten) 1947 ausgestrahlt. Lange Zeit fand es alle zwei Wochen statt. Das Programm begann traditionell mit einer Erkennungsmelodie und die Musik war live. Bis zum sechzigjährigen Jubiläum am 3. Juni 2007 wurden über 1350 Folgen gesendet. Redakteure der Sendung waren Adolf Braune, Paul-Dieter Kümper, Gerd Michel, Claus Jacob und seit 1998 Günther Meyer. Weitere Moderatoren waren neben den genannten Redakteuren u. a. Peter Otto, bei Auftritten in Süd- und Westdeutschland sowie in Berlin Nero Brandenburg oder Otto Höpfner.
Bis in die 1980er Jahre war das Bremer Hafenkonzert in seiner Besetzung deutlich umfangreicher, als es in den darauffolgenden Jahren der Fall war. Ein zentrales Element war zu dieser Zeit das Norddeutsche Blasorchester, das von Wilfried Majowski, Karl-Heinz Becker und Michael Wintering geleitet wurde. Die Big Band Bremer Stadtmusikanten  unter der Leitung von Prof. Harry Schmadtke begleitete später in der Regel zwei Gesangssolisten aus der volkstümlich-maritimen Musikszene. Ein Shanty-Chor war immer dabei. In einer Gesprächsrunde wurde die Verbundenheit der Hansestadt und von Radio Bremen mit Häfen und Schifffahrt dokumentiert.
Das Bremer Hafenkonzert wurde zum Schluss viermal im Jahr, zeitweise aber auch monatlich oder alle 14 Tage live am frühen Sonntagmorgen zwischen 8 und 10 Uhr gesendet – immer von einem anderen Ort aus Bremen, Bremerhaven, der Strandlust Vegesack oder dem Bremer Umland. Es gab aber auch Sendungen von Kreuzfahrtschiffen oder aus anderen Städten, die nicht im Sendegebiet von Radio Bremen lagen.
Seinen geschichtlichen Höhepunkt erreichte die Sendung am 29. August 2010 zur Sail in Bremerhaven. Die 1393. Sendung wurde dort erstmals im Fernsehen auf Radio Bremen TV ausgestrahlt.
Am 27. Oktober 2013 stellte Radio Bremen die Sendung aufgrund zu hoher Kosten ein.